# 西村屋源六
西村屋 源六（にしむらや げんろく、生没年不詳）とは江戸時代の江戸の地本問屋、書物問屋。

## 来歴
文刻堂と号す。西村氏。一説には源六郎。もとは書物問屋であり、まれに錦絵や式亭三馬作による合巻、滑稽本等草双紙などを出した。元禄から安政年間にかけて江戸の本町通3丁目、後文化期に本石町十軒店西側弥三郎店、天保期に浅草黒船町において地本問屋を営業している。主に歌川国貞の錦絵、北川美丸の作品を出版している。

## 作品
- 歌川国貞 『大津土産吃又平名画助刃』 合巻 式亭三馬作 文化5年（1808年）
- 北川美丸『浮世風呂』2編 滑稽本 式亭三馬作 文化6年（1809年）‐文化7年（1910年）
- 歌川国貞 「江戸三木之内」 大短冊判 錦絵3枚揃 文化6年
- 歌川国貞 「風流見立大津絵」 大短冊判 錦絵揃物 文化6年